# Vadstena hospital

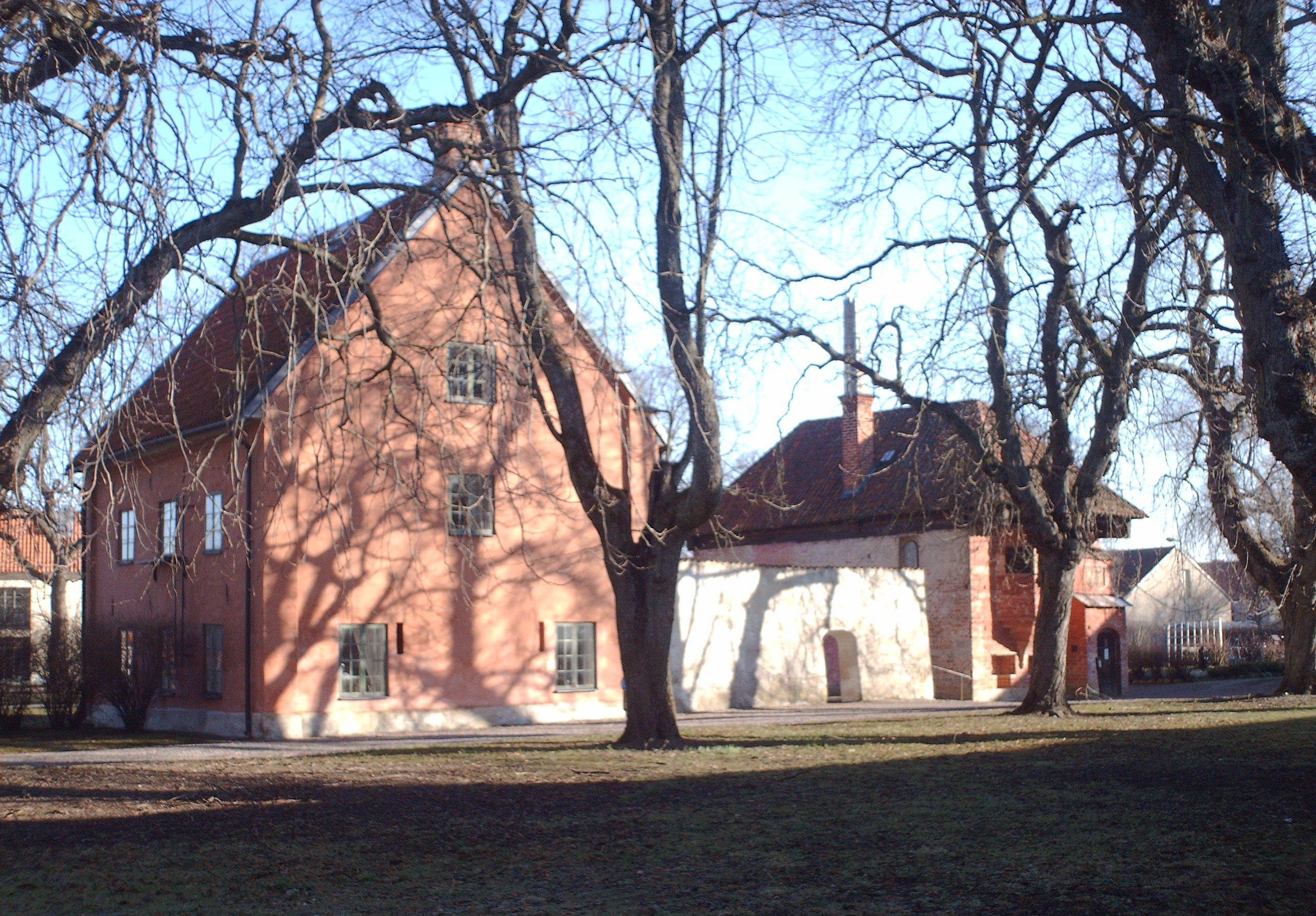
Stora dårhuset och Mårten Skinnares hus.

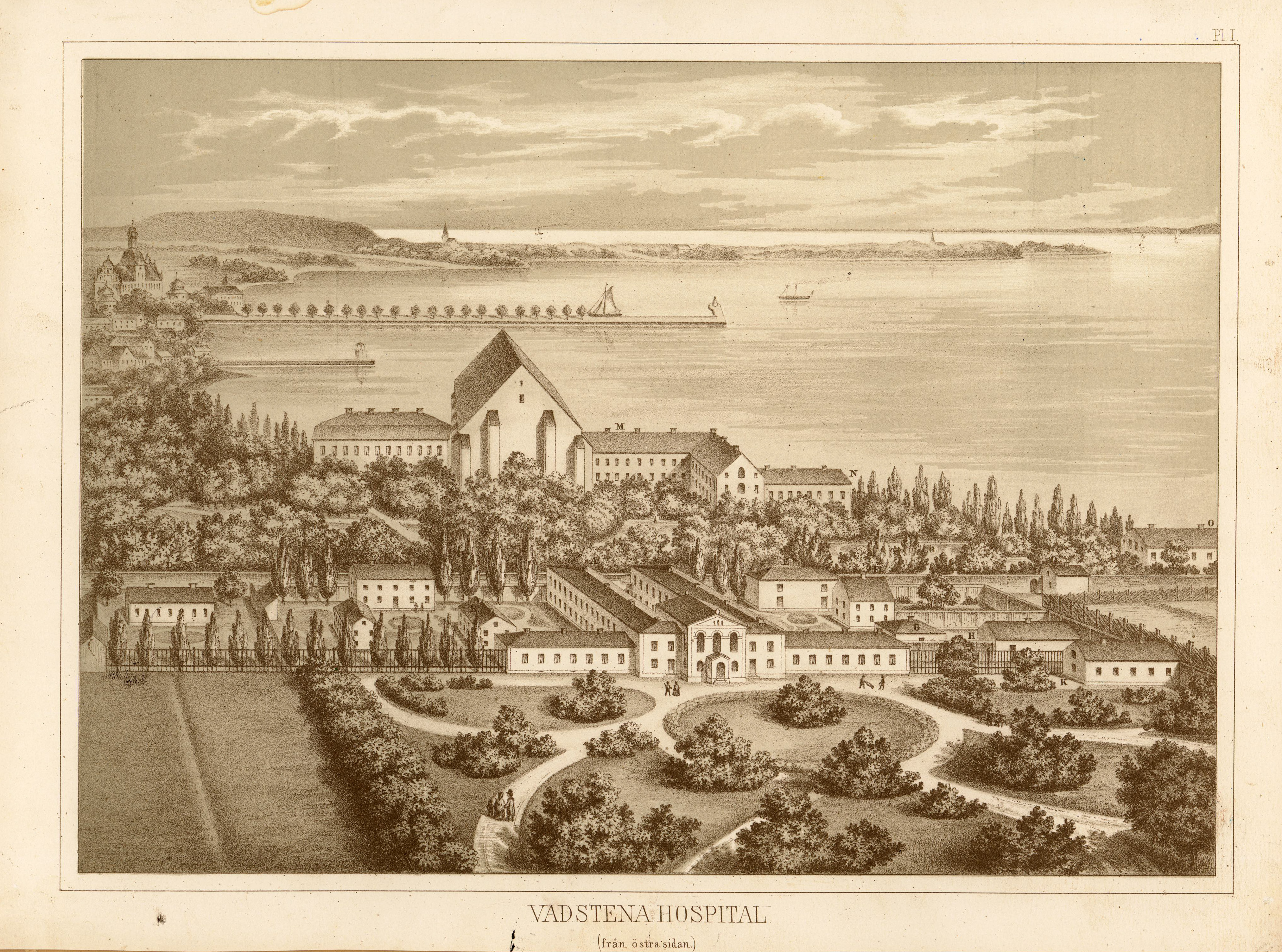
Litografi 1861.

Vadstena hospital, senare Birgittas sjukhus, var en vårdinstitution belägen nordöst om Vadstena kloster i Vadstena, Östergötlands län. 

## Historik
Hospitalets grund låg i den stiftelse som grundades av Mårten Skinnare. Han erhöll 1519 tre tomter utanför klostermuren där han lät uppföra några hospitalsbyggnader, däribland det så kallade Mårten Skinnares hus. Efter reformationen övertog Mårtens Skinnares hospital även verksamheten från Vadstena klosters sjukhus, som stängdes, och från 1530-talet tillhörde verksamheten staten. Verksamheten utökades med åren och år 1704 blev det kraftigt utbyggt, med en ny huvudbyggnad. År 1757 uppfördes Stora dårhuset, där det fanns plats för "tolv usle, svagsinnte och rasande" personer.
Under 1800-talet färdigställdes områdets största byggnad; två parallella flyglar med en öppen gård mellan dem. Däremellan färdigställdes även en hospitalskyrka. I denna byggnad satt Predikare-Lena under flera år. I byggnaden ligger idag Vadstena folkhögskola. 1836 inrättades också en 1:a klass avdelning på fastigheten intill den stora byggnaden. Den Dahlströmska gården som låg där byggdes om till två flyglar samt en ekonomibyggning för hospitalets räkning. Byggmästare var Abraham Bengtsson Nyström. År 1895 byggdes den stora Södra kliniken, mer känd under namnet Asylen, i södra Vadstena, bredvid Vadstena slott och arkitekturen inspirerades av slottet. Byggnaden inrymmer idag bibliotek, hotell och privata lägenheter. Under samma århundrade togs de tomma lokalerna i det före detta Vadstena kloster i besittning. 
En hästdragen godsspårväg anlades i bland annat Slottsgatan, Sjögatan, Torggatan, Lasarettsgatan och Lastköpingsgatan för att transportera mat mellan byggnaderna inom hospitalet – Vadstena hospitalsbana.
Under 1930-talet byggdes det gamla hospitalsområdet ut och fick namnet Birgittas sjukhus. Idag återstår en rättspsykiatrisk regionklinik med närmare 100 patienter på Birgittaområdet. Den rättspsykiatriska kliniken i Vadstena är en av fem regionkliniker i landet. Merparten av de gamla byggnaderna har fått nya funktioner eller rivits för att ge plats åt en modern rättspsykiatrisk klinik. I Stora dårhuset finns idag Vadstena Hospitalsmuseum.

## Bilder

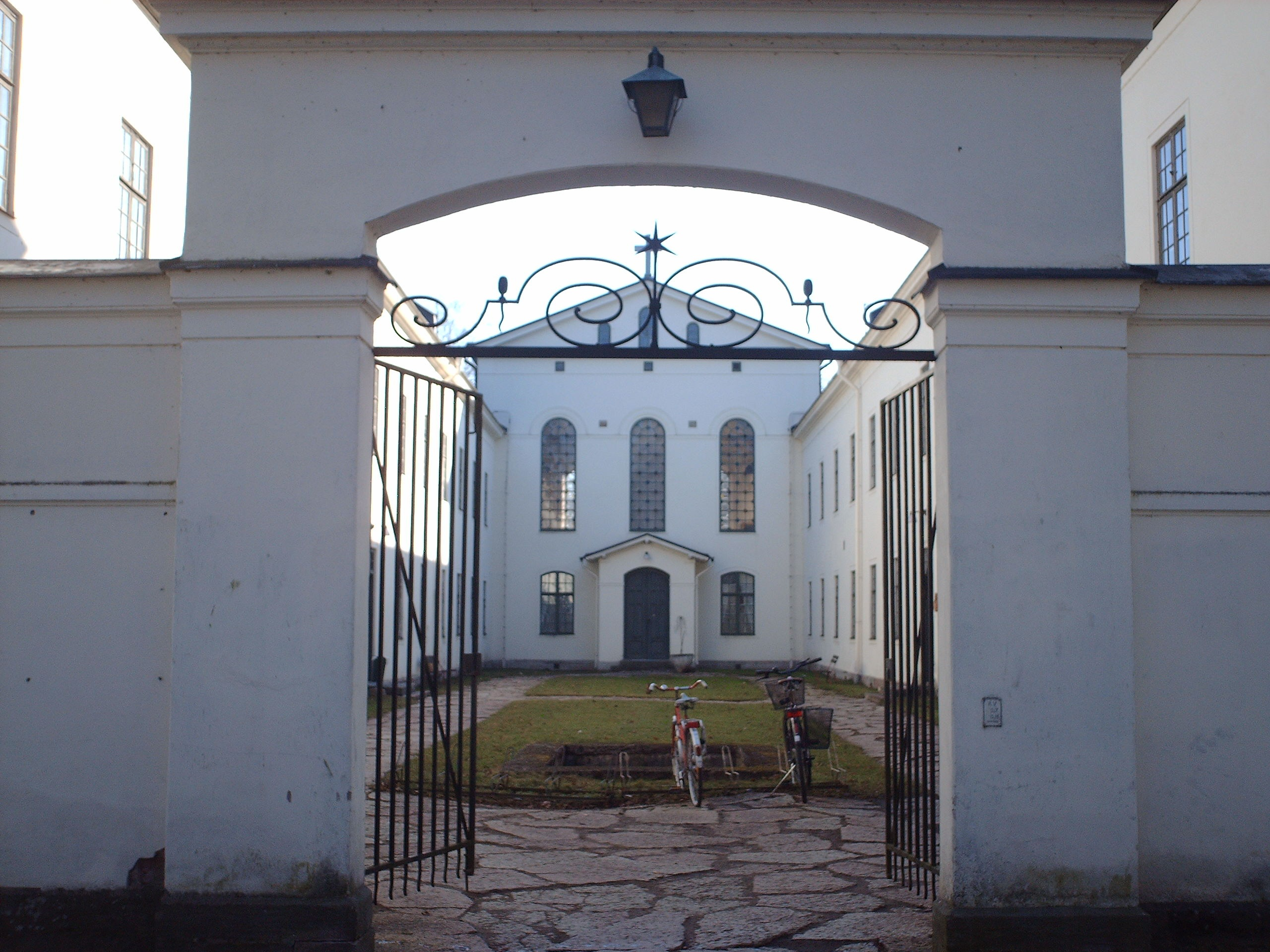
Hospitalskyrkan i fonden.
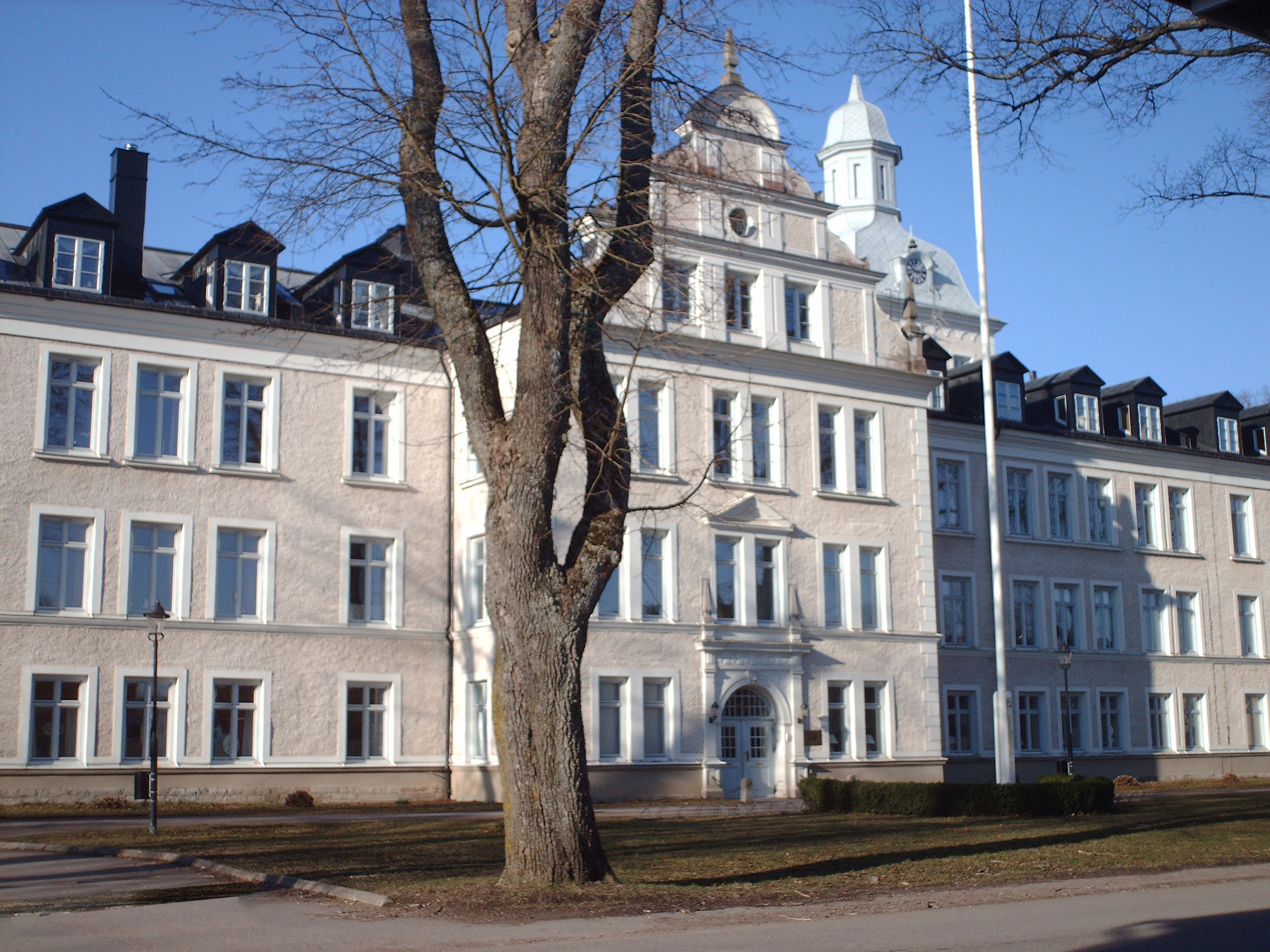
Asylen bredvid slottet.
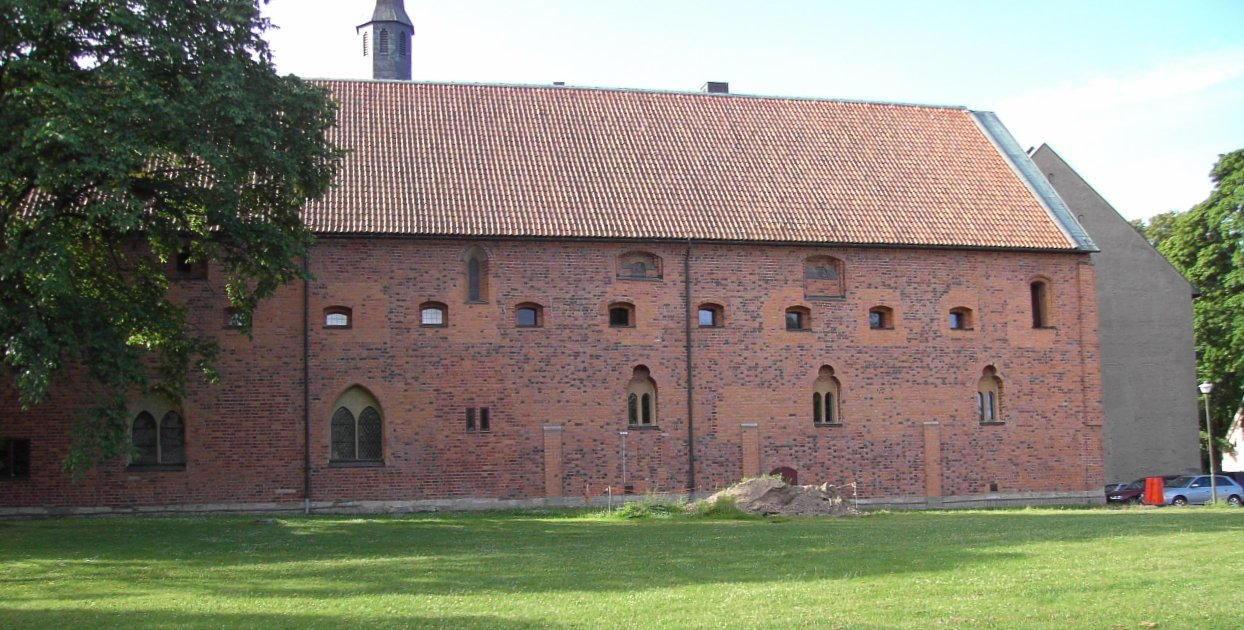
Vadstena klosters byggnader togs i bruk som hospital på 1800-talet.